# 정치테마주
정치테마주(政治thema株)는 테마주의 일종으로, 정치인의 정책이나 인맥 등에 의해 등락하는 종목들을 의미한다. 대개는 정책으로 인한 수혜나 인맥 관계에 의해 개연성이 없이 급등락하여, 주식시장이 비이성적으로 과열되어 움직이는 대표적인 사례로 꼽힌다.

## 해외의 사례
미국에서는 2012년 대선 때 대통령 후보였던 버락 오바마와 밋 롬니후보 관련주가 떠올랐다. 오바마 관련주로는 건강보험회사, 병원, 녹색에너지 기업 관련 종목이 상승했는데, 이는 오바마의 의료보험 개혁 등 정책 수혜에 대한 기대 때문이었다. 경쟁자였던 공화당의 롬니 후보는 금융권으로부터 막대한 기부금을 받았으므로, 이로 인해 금융주가 롬니 테마주가 되었다. 미국에서는 주로 당의 정책에 따라 수혜주가 결정되는데, 예를 들어 공화당이 집권하면 주로 군수산업, 담배, 금융 회사들의 주가가 오르는 경향이 있다.
또한 2013년 버락 오바마 대통령이 미래의 유망 산업으로 3D 프린터를 언급한 것을 계기로 스트라타시스 등 관련주들이 급등한 바 있다. 이는 과학기술 관련 테마주로 볼 수도 있지만, 유력 정치인이 지지하는 정책에 따라 주가가 움직인 것이므로 정치테마주로 분류할 수도 있다.

## 대한민국의 사례

### 2007년 대선
대한민국에서는 2007년에 제17대 대통령 선거를 앞두고 이화공영 등 소위 이명박 테마주가 급등한 것을 정치테마주의 효시로 본다. 그 전인 16대 대선에서 행정수도 이전에 관련한 테마주가 나타난 것을 그 효시로 보기도 하지만 그때까지만 해도 테마주가 그렇게 큰 주목을 끈 적이 없다. 당시 이명박 테마주가 급등한 이유는 이명박 후보가 한반도 대운하 공약을 내세운 바 그 정책의 기대감 때문에 관련된 건설주들이 움직인 것으로 해석할 수 있다.

### 2012년 대선
2012년 대한민국 제18대 대통령 선거에서는 우리들생명과학, 우리들제약, 바른손 등이 문재인 테마주로 묶였으며, 아가방, 보령메디앙스, EG 등이 박근혜 테마주로 묶여 시장의 주목을 받으며 급등한 바 있다. 그러나 이들 종목들이 해당 정치인과 인맥, 정책 등에서 직접적인 연관성은 찾아보기 힘들다. 같은 해 안철수의 대선 출마 선언을 앞둔 시점에서는 안철수 테마주로 안랩, 써니전자, 미래산업, 다믈멀티미디어. 오픈베이스 등이 급등했다. 이들 종목 역시 안철수의 대선출마가 회사에 미치는 영향을 찾아볼 수 없다는 점에서, 주가 조작 세력들의 개입과 비이성적인 개인투자자들의 시장 참여가 과열의 원인으로 지목되고 있다. 특히 안랩(당시 명칭은 안철수연구소)의 경우, 가치투자를 위해 대량 매수를 해둔 원종호라는 투자자가 2대 주주로 있었는데, 그것이 정치테마주로 엮이면서 급등, 큰 수익을 올리며 언론의 주목을 받은 일이 있다.
주가가 500원 미만이었던 미래산업은 최고 1950원까지 급등하였는데, 고점에서 대주주가 주식을 전량 처분하여 논란이 되었다. 미래산업은 그 후 하락일로에 접어들어 2014년 8월에는 150원대까지 떨어져, 정치테마주의 위험성을 보여주는 대표적인 사례로 회자되고 있다.
금감원에서는 2012년에 역대 최고로 테마주가 많았으며, 최고로 많은 투자자가 테마주로 몰렸다고 밝히고 있다.

### 2017년 대선
2013년~2014년에 걸쳐서는 2017년 차기 대권주자로 여겨지던 안철수의 지지도가 크게 떨어지며, 반기문 UN사무총장이 차기 대권주자 선호도 조사에서 1위로 떠올랐다. 이에 따라 반기문의 선배가 운영한다는 삼보판지가 크게 올랐으며, 반기문의 동생이 부회장으로 있다는 보성파워텍이 여러차례 상한가를 기록하기도 했다.

### 2025년 대선

#### 이재명 테마
- 상지건설, 동신건설, 오리엔트바이오, 오리엔트정공, 형지글로벌, 형지엘리트, 수산아이앤티, 소프트캠프, 코이즈, 카스 등이 테마주로 여겨지고 있다.[9]
- 2025년 4월 이재명 후보가 웹툰 특화 도서관를 방문하자 웹튠관련주인 키다리스튜디오, 와이랩, 탑코미디어, 디앤씨미디어,  미스터블루, 핑거스토리 등이 상승세를 보였다.[10]
- 이재명 후보의 장남이 재직했던 사모펀드 HYK파트너스(현 골든오크인베스트먼트)를 자회사로 둔 경방이 테마주로 여겨지고 있다.[11]
- 지역화폐 테마주로 코나아이와 웹케시가 영향을 받고 있다.[12][13]

#### 한덕수 테마
한덕수 대통령 권한대행 겸 국무총리가 차기 대선주자 선호도 조사에서 높은 순위를 보이자 관련주로 분류된 시공테크(회장이 한 대행과 함께 대통령직속 국민경제자문회의 민간위원으로 활동)와 대한제당(창업주 차남이 한 대행과 경기고등학교 동창)가 상승세를 보였다.
일정실업(회사의 부회장이 규제개혁위원회 민간위원으로 한 전 총리와 활동), 티와이홀딩스우, 태영건설(태영건설 대표이사가 전총리와 같은 경기고-서울대 동문), 태영건설우, 티와이홀딩스(태영그룹 회장이 전총리와 같은 서울대-하버드대 동문), 아이스크림에듀(모회사가 시공테크)도 테마주로 여겨지고 있다.

#### 김문수 테마
김문수 대선 후보 테마주로에는 세원물산(본사가 김 장관의 고향인 경북 영천 소재), 옵티시스(김 장관이 경기도지사 시절 경기도의 G창업 프로젝트에서 3억원의 지원을 받음), 사조씨푸드, 대영포장(경기도지사 시설 추진했던 유니버셜 스튜디오 코리아 리조트 근처에 소재지 위치), 한솔홈데코, 평화홀딩스(회장이 같은 경주 김씨), 윌비스(회장 겸 이사회 의장이 경북고 동문), 평화산업(자회사 피엔디티의 소재지가 김 후보의 고향 경북 영천)이 있다.

#### 김동연 테마
PN풍년(감사가 동문)

#### 안철수 테마
안랩, 써니전자

#### 홍준표 테마
경남스틸

#### 한동훈 테마
한동훈 전 국민의힘 대표 관련 주에는 태양금속, 디티앤씨알오, 대상홀딩스, 오파스넷이 있다.

#### 이준석 테마
에쎈테크(전 이사가 하버드대학교 동문), 윌비스, YBM넷(사장이 하버드 동문), 대성창투(대표가 하버드대학원 신학을 전공), 넥스트아이와 삼보산업(이준석 의원의 아버지가 감사위원 또는 대표이사 등을 역임)등이 테마주로 여겨지고 있다

#### 오세훈 테마
- 진양화학과 진양홀딩스가 있다.

## 비판
정치테마주는 세계적으로도 대한민국에서 유독 많았던 테마인데, 상당수가 정치인과 친분이 있는 경영인이 그 회사에 재직하고 있다는 이유로 급등하곤 했다. 미국에도 정치테마주가 존재하기는 하지만, 이는 집권 정당의 정책 수혜에 대한 것일 뿐 인맥에 관한 테마주는 찾아보기 힘들다. 민주주의가 성숙한 선진국에서는 정치 인맥에 의한 기업의 수혜를 기대할 수 없다는 점에서, 이는 대한민국의 후진적인 민주주의 체계를 보여주는 사례로 비판받고 있다.
그래서 금감원이 단속반을 확대 운영한다고요?
2025년 대선에서 금감원은 정치테마주 특별단속을 하여 최근 이상 급등했거나 대주주 대량 매도 등이 이뤄진 종목을 집중 점검하고 불공정거래 제보자에게 최대 30억 원의 포상금을 지급하는 것을 검토하고 있다.

## 같이 보기
- 테마주
- 주식 투자

## 참고 문헌
- 하, 진수 (2013). “작전을 말한다”. 《참돌》.